# 鐘の音が聞こえたら
『鐘の音が聞こえたら』（原題: Curon、クローン）は、2020年から配信されているイタリアのテレビドラマシリーズ。イタリアのクローン・ヴェノスタを舞台に女性の失踪事件を追うミステリー・スリラー。出演はヴァレリア・ビレロ、ルカ・リオネッロなど。原作・企画・製作はエツィオ・アバッテ、イヴァノ・ファチン、ジョヴァンニ・ガラッシ、トンマーゾ・マターノが務めた。2020年6月10日からNetflixが全世界に配信した。

## あらすじ
双子のマウロとダリアを連れて17年ぶりにイタリアの故郷クローン・ヴェノスタに戻ってきたアンナ・ライナが失踪する。残された子供たちは母を捜すうち、祖父トーマスや周りの一家を巻き込み、謎に包まれていた家族の過去を知ることになる。

## キャスト
- ヴァレリア・ビレロ（英語版） - アンナ・ライナ

17年ぶりに故郷クローン・ヴェノスタに戻った女性。
- ルカ・リオネッロ（英語版） - トーマス・ライナ

アンナの父。クローンに古いホテルを所有している。
- フェデリコ・ルッソ（英語版） - マウロ・ライナ

アンナの息子。ダリアとは双子の関係。
- マルゲリータ・モルキオ - ダリア・ライナ

アンナの娘。マウロとは双子の関係。
- アンナ・フェルゼッティ（イタリア語版） - クララ・アスパー
- アレッサンドロ・テデスキ - アルバート・アスパー
- ジュジュ・ディ・ドメニコ - ミッキー・アスパー
- ジュリオ・ブリッツィ - ジュリオ・アスパー
- マックス・マラテスタ - Ober
- Luca Castellano - ルーカス

ミッキーの親友。
- Sebastiano Fumagalli - Davide
- ミハエラ・ドルラン（イタリア語版） - アンナ・ライナ (若い頃)
- Katja Lechthaler - リリ・ライナ

アンナの亡くなった母。
- Salvatore De Santis - Berger
- ジュゼッペ・ガンディーニ（イタリア語版） - Matteo
- Filippo Marsili - アルバート・アスパー (若い頃)
- ジュリオ・クリスティーニ（イタリア語版） - マウロとダリアの父
- Christoph Hülsen - Daniel
- マキシミリアン・ディール（イタリア語版） - Don Luigi
- Markus Candela
- Greta Sacco
- Federica Pocaterra - クララ・アスパー (若い頃)

## エピソード
| 通算 話数 | シーズン 話数 | タイトル                               | 監督           | 脚本                                             | 公開日        |
| --------- | ------------- | -------------------------------------- | -------------- | ------------------------------------------------ | ------------- |
| 1         | 1             | "The Black Lake" "Il lago nero"        | Fabio Mollo    | Ezio Abbate                                      | 2020年6月10日 |
| 2         | 2             | "The Day After" "Il giorno successivo" | Fabio Mollo    | Giovanni Galassi                                 | 2020年6月10日 |
| 3         | 3             | "The Killer" "L'assassino"             | Fabio Mollo    | Ivano Fachin                                     | 2020年6月10日 |
| 4         | 4             | "The Fathers" "I padri"                | Fabio Mollo    | Tommaso Matano                                   | 2020年6月10日 |
| 5         | 5             | "The Curse" "La maledizione"           | Lyda Patitucci | Ezio Abbate                                      | 2020年6月10日 |
| 6         | 6             | "The Wolves" "I lupi"                  | Lyda Patitucci | Ivano Fachin & Giovanni Galassi & Tommaso Matano | 2020年6月10日 |
| 7         | 7             | "The Maze" "Il labirinto"              | Lyda Patitucci | Ezio Abbate                                      | 2020年6月10日 |

## 製作
本作の撮影は、イタリアの北部の町クローン・ヴェノスタを中心に、トレンティーノ＝アルト・アディジェ州などで行なわれた。